# الدوري البحريني الممتاز 1986–87
الدوري البحريني الممتاز 1986-1987 هي النسخة الحادية والثلاثين من الدوري البحريني الممتاز.

## نظرة عامة
توج نادي الرفاع باللقب.